# Die Mafiosi-Braut
Die Mafiosi-Braut ist eine US-amerikanische Filmkomödie von Jonathan Demme. Sie wurde 1988 mit Michelle Pfeiffer, Dean Stockwell und Matthew Modine gedreht.

## Handlung
Die attraktive Angela de Marco ist mit dem Mafioso Frank verheiratet. Die Ehe ist unglücklich, weil sich Angela im Mafiamileu nicht wohlfühlt, und Frank sie mit einer der Geliebten seines Mafiabosses Tony Russo betrügt. Tony ahnt etwas, erwischt Frank auf frischer Tat und tötet ihn aus Eifersucht. Für den Casanova ist nun der Weg frei zu Angela, und bereits bei Franks Beerdigung bedrängt er die junge Witwe, die ihn jedoch zurückweist. Tonys Ehefrau Connie ist eifersüchtig auf Angela, da sie diese als die Verführerin ihres Mannes ansieht.
Angela will ein für alle Male aus dem Mafiamilieu ausbrechen. Sie löst unauffällig ihren Haushalt auf und zieht mit ihrem Sohn nach New York. Dort muss sich die Alleinerziehende um Wohnung, Sohn und Jobs kümmern, wird aber von Anfang an durch den FBI-Agenten Mike Downey überwacht. Dabei laufen sie sich mehrfach über den Weg und verlieben sich rasch ineinander. Das FBI muss zwar erkennen, dass Angela selbst unschuldig ist, zwingt sie aber zur aktiven Mitarbeit an den Ermittlungen gegen Tony, wobei Mikes Tarnung auffliegt und sie sich von ihm abwendet.
Es gelingt Angela, engeren Kontakt zu Tony herzustellen, so dass sie ihn auf einer Reise nach Miami begleiten und ihm einen vom FBI „verwanzten“ Ring anstecken kann. Begleitet werden die beiden von Tonys Gangstertruppe und, in sicherem Abstand, von Mike in verschiedenen Verkleidungen sowie dessen FBI-Kollegen. Im Hotel enttarnen Tonys Leute sowohl Mike als auch Angela und bringen sie unter ihre Gewalt. Die Situation eskaliert, als die eifersüchtige Connie den Raum mit vorgehaltener Waffe betritt. Es kommt zum Schusswechsel, bei dem Tonys Männer sterben. Unter Angelas Mithilfe kann Mike die Lage unter Kontrolle bringen und Tony festnehmen.
Nach Abschluss des Falls sucht Mike erneut den Kontakt zu Angela und kann sie auch zurückgewinnen, jedoch nicht ohne zuvor von der frisch gebackenen Friseurin „den Kopf gewaschen“ zu bekommen.

## Kritiken
„Unbeschwerte schwarze Komödie, die geschickt Genre-Zitate arrangiert, um ungewohnte Zusammenhänge herzustellen. Durch gute Darsteller und die schnörkellose Inszenierung weitgehend unterhaltsam.“

## Auszeichnungen
- Dean Stockwell wurde 1989 für den Oscar nominiert. Er gewann 1988 den New York Film Critics Circle Award; 1989 den National Society of Film Critics Award und den Kansas City Film Critics Circle Award.
- Michelle Pfeiffer wurde 1989 für den Golden Globe Award nominiert.
- Mercedes Ruehl gewann 1989 den National Society of Film Critics Award.
- Cory Danziger wurde 1990 für den Young Artist Award nominiert.
- Howard Feuer wurde 1989 für den Casting Society of America Award nominiert.